# カイウビー・フランシスコ・ダ・シウヴァ
カイウビー・フランシスコ・ダ・シウヴァ（Caiuby Francisco da Silva、1988年7月14日 - ）は、ブラジル・サンパウロ出身のプロサッカー選手。FCインゴルシュタット04所属。ポジションは、ミッドフィールダー。

## 経歴
ブラジル時代はサンパウロFC、SCコリンチャンス・パウリスタ、ADサンカエターノなどのクラブを渡り歩いた。2008年8月、グアラチンゲタ・フチボウから2013年までの契約でVfLヴォルフスブルクに移籍。2009年7月、2.ブンデスリーガのMSVデュースブルクに1年間の期限付き移籍。復帰後も思うように出場機会が得られず、2011年1月FCインゴルシュタット04に期限付き移籍。

## タイトル
- ブンデスリーガ: 2008–09